# Substituto del queso

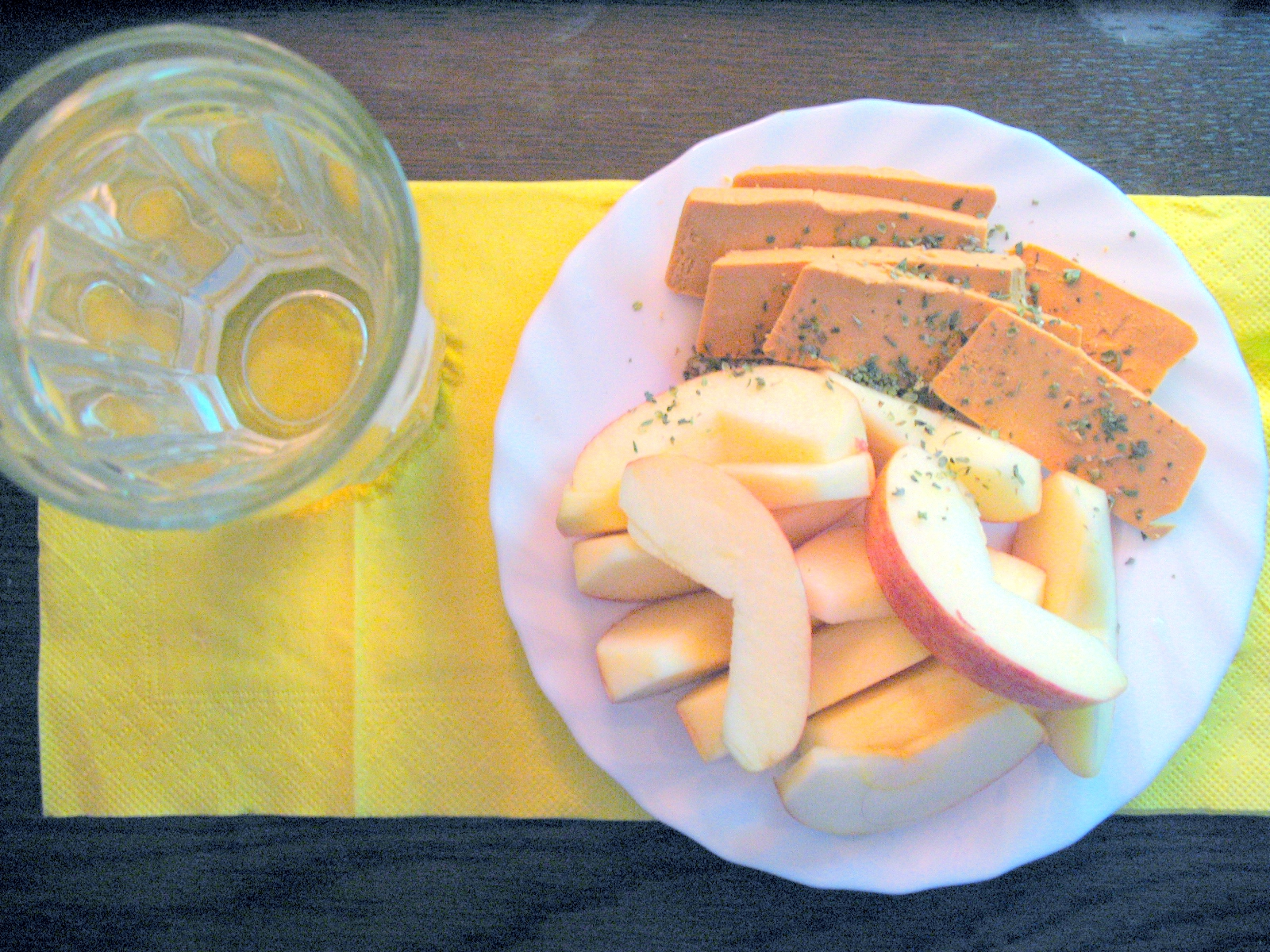
Rebanadas de queso de soya en un plato de aperitivos.

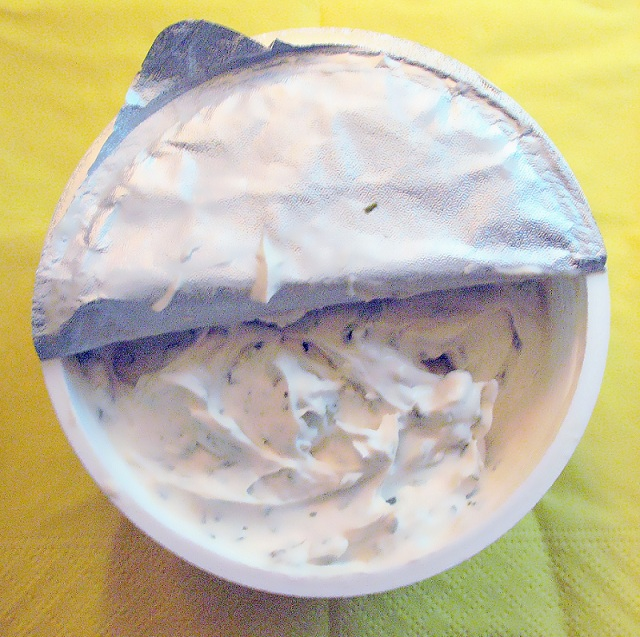
Paquete abierto de queso crema de soya.

Los sustitutos del queso son productos usados como reemplazos culinarios para el queso. Incluyen sustitutos veganos de queso y productos lácteos como el queso procesado, los cuales no califican como quesos verdaderos. Estos alimentos pueden usarse como reemplazos para el queso, o como productos veganos; o como imitaciones, como en el caso de los productos usados en ensaladas y para la elaboración de pizzas, a los cuales generalmente se les confunden con queso verdadero, pero tienen propiedades tales como un punto para derretirse diferente o precios menores que los hacen atractivos para los negocios.

## Sustitutos veganos del queso
Los sustitutos veganos del queso son frecuentemente elaborados con soya, pero también lo son a base de arroz, almendras, levadura nutricional y otros ingredientes no lácteos. En las recetas caseras se suele utilizar agar-agar, que por sus propiedades gelificantes le otorga consistencia, aunque no le permite derretir. A tales efectos se puede optar por el carragenato, que permitirá al queso derretirse y volver a coagular, cualidad deseable por ejemplo para la mozzarella vegana. También es cada vez más común el uso de hongos y levaduras en la elaboración de estos quesos para otrogarles un sabor más semblante al del queso tradicional, como con el uso del hongo Camemberti (hongo que le da la textura exterior carcaterística a este tipo de queso) usado para hacer queso Camembert vegano.
Tal como la leche vegetal, los sustitutos del queso están disponibles en muchas de las mismas variedades que sus homólogos lácteos. Estos productos son de consumo habitual debido a ciertas preferencias alimenticias como el veganismo, restricciones religiosas, intolerancia a la lactosa o alergia a la leche.

### Marcas
Las siguientes marcas conocidas de queso vegano no contienen caseína: Cheed, Cheezly, FYH Vegan Gourmet Cheese, Sheese, Teese y Tofutti. Los quesos veganos libres de soya incluyen: Daiya, Dr. Cow, Chreese y Veganrella (todos son veganos certificados y por lo tanto son completamente libres de caseína).

### Tipos
Los sustitutos del queso están disponibles en los siguientes tipos:
| - Amarillo - Azul - Cheddar - Cheshire - Edam - Gouda | - Monterey Jack - Mozzarella - Parmesano - Queso crema - Suizo |

### Nutrición
Los sustitutos del queso pueden ser bajos en grasas en comparación con sus homólogos de lácteos; sin embargo, en general son iguales en grasas en comparación con sus homólogos lácteos bajos en grasa. Los sustitutos del queso no contienen colesterol y son a menudo una fuente de proteína de soya y de isoflavonoides. Muchos sustitutos del queso de soya contienen calcio.